# Mà

Els ossos de la mà

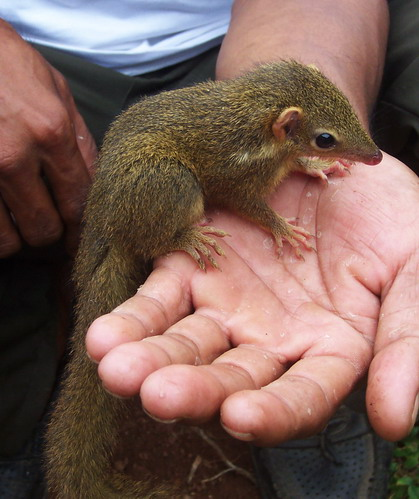
Tupaia javanica a la mà d'un Homo sapiens

Dissecció profunda palmar de mà i canell

La mà és una part del membre superior o la pota anterior d'un ésser humà o d'un altre primat, i està situada on acaba aquest apèndix. La mà es fa servir per agafar i subjectar-se a coses. La mà esquerra és la imatge especular de la dreta. Es distingeixen de les potes per tenir un dit oposat a la resta.
Són cinc els dits que componen la mà, mirant el palmell de la mà esquerra, de dreta a esquerra són: polze o gros; índex, mestre, saludador o assenyalador; mitger, del mig, del cor, llarg o llépol; anular o de l'anell, i petit, xic, menovell, menuell, gorrí o auricular.

## Constitució
Encara que molts mamífers i altres animals tenen apèndixs d'asimient semblants morfològicament a una mà (potes, arpes, urpes, etc.), aquests no són científicament considerats com a tals, i tenen altres noms variats. Usar el terme mà per a distingir la terminació de les potes davanteres de les del darrere és merament un ús científic d'antropomorfització. L'únic cas on veritablement apareixen mans, és en l'ordre mamífer dels primats. Les mans a més han de tenir polzes.
Els humans tenen únicament dues mans, localitzades en els avantbraços. A vegades es diu que els simis i micos tenen quatre mans, perquè els seus dits dels peus són llargs i amb polzes, podent-los usar de vegades com a mans.

## Usos de les mans

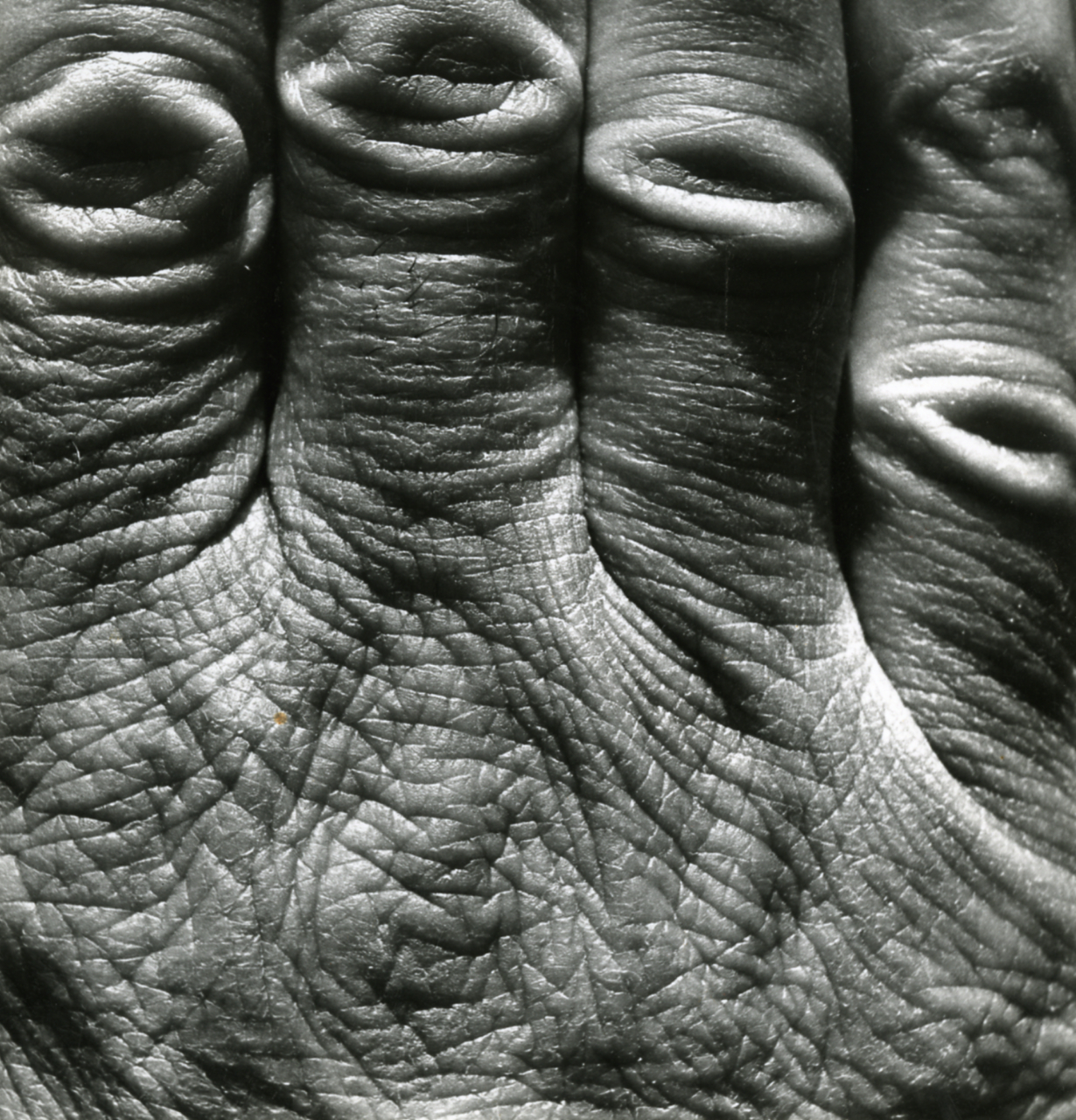
Mà, Paolo Monti

L'ús principal de les mans és el d'agafar i sostenir objectes, d'aquests usos generals deriven molts més a causa de la gran versatilitat de moviment del que és capaç la mà, així com de la precisió que pot arribar amb aquests moviments, exemples: 
- La mà i els dits són els originals "utensilis" per a menjar.
- La mà o les mans s'utilitzen en costums i salutacions. (Encaixada).
- Amb la mà es pot gesticular, i fins i tot existeixen llenguatges de senyals per a la comunicació amb persones sordes o amb problemes auditius. Alguns gestos poden ser especialment obscens, com també ocorre amb el llenguatge verbal, i un exemple és el puny amb el dit cor estès, o amb l'índex i menovell estesos.
- La mà també serveix com a instrument de mesura. Una mà estesa és un pam, encara que la seva longitud és molt variable segons la persona (aproximadament un pam equival a 20cm.).
- Les persones invidents poden utilitzar les seves mans com a instruments de lectura mitjançant l'escriptura en Braile, en aquesta escriptura, la sensibilitat dels dits entra en acció, ja que han de ser capaços de sentir els petits solcs en el paper dels quals es compon.
- Una mà tancada és un puny, i pot servir per a copejar o per a subjectar objectes petits. Una mà tancada amb el dit índex estès serveix per a assenyalar o tocar una mica.
- També es pot subjectar un llapis o altre instrument similar per a escriure o dibuixar. L'escriptura és una activitat que realment exigeix una gran precisió i coordinació dels diferents músculs i articulacions que componen la mà.
- La mà ha donat sorgiment a la regla de la mà dreta, que és un conveni pràctic emprat en Física i Mecànica.

## Els dits
Els noms dels cinc dits, del més petit al més gros, són:
- Menovell (o menuell, o dit petit, o auricular, o xic, o menut, o gorrí, o corruntxet).
- Anular (o dit de l'anell).
- Cor (o dit del mig, o mitger, o llarg, o llépol).
- Índex (o dit assenyalador, o apuntador, o saludador, o mestre).
- Polze (o dit gros).

## La mà a la cultura
Des de Darwin, la mà és un dels símbols de la humanitat, per això apareix com a símbol per defensar els drets humans (l'emblema de SOSRacisme o les mans blanques de les manifestacions antiterroristes serien un exemple). Pel mateix motiu, la mà és un òrgan enfocat en els monstres com Frankenstein o l'home llop, perquè el públic es pregunti per la humanitat o no de la criatura.
Ja que és un signe d'humanitat, algunes pseudociències han volgut veure-hi trets de la personalitat en les seves línies. La quiromància, per la seva banda, endevina el futur llegint les mans alienes.
Als jeroglífics maies, significava acció. Els traços per dir "mà" formen part de moltes paraules en xinès. La mà es pot decorar amb tatuatges d'alquena, polseres i anells.
L'Islam xiita prohibeix el contacte entre les mans d'un home i una dona si no estan casats o són família. Si es fa necessari, s'interposa un guant o una peça de roba. Aquest pudor també existia a l'Europa del segle xix (per això les dones portaven guants i a la pel·lícula Gilda esdevé un símbol eròtic).
Al cristianisme, és veient els estigmes a les mans de Jesús que Tomàs creu en la resurrecció. Igualment, Jesús usa les mans per guarir, gest de transmetre energia propi de moltes medicines tradicionals.
La mà és una unitat de mesura bàsica (el pam). La relació entre l'índex i el polze o entre la palma i el total eren usades per calcular el cèlebre nombre d'or, que serví de base per a les piràmides, el Partenó, diverses esglésies... Igualment, els deu dits de la mà són a la base de la notació decimal.
L'encaixada és un ritual de salutació que consisteix a agafar les mans de l'altre. Com a símbol de respecte, es besava la mà de les dames o els bisbes. Donar-se les mans serveix també per tancar tractes. Les mans obertes demostren confiança i per això s'aixequen i es mostren sense armes per indicar rendició en la guerra.
Tallar la mà era un càstig en la llei alcorànica per als lladres. La mutilació d'un dit en senyal de submissió formava part dels rituals de moltes societats secretes, com la Yakuza. Rentar-se les mans significa declinar la responsabilitat, com va fer Ponç Pilat.
La mà està present a símbols com el Hamsa, per protegir contra els mals esperits.
No totes les llengües diferencien entre mà i braç, en alguns idiomes hi ha una paraula per a tota l'extremitat superior. I de vegades la mà inclou des de les falanges dels dits fins a l'espatlla i no des del canell. En altres casos el terme comú inclou dit i mà, mentre que braç té un altre nom. Aquesta variabilitat lèxica es veu afectada per la família lingüística i per factors culturals com la roba: en comunitats on hi ha mànigues és més probable que la mà es diferenciï del braç amb una paraula concreta.